# Drops
Drops sunt un mic, rotund și tradițional produs de cofetărie făcut dintr-un amestec de zahăr fiert și arome. Ele sunt „scăzute” (în engleză: „droped”) pe o tigaie sau foaie de copt pentru a se solidifica. În anii 1840, au apărut pe piață mașinile cu role. Aceste mașini au luat siropul de zahărul fiert, fierbinte la 120 °C, și l-au turnat într-o formă între două role de mână din alamă.

## Chimie
Din punct de vedere chimic, bomboanele de zahăr sunt împărțite în două grupe: bomboane cristaline și bomboane amorfe. Bomboanele cristaline nu sunt la fel de tari ca cristalele din soiul mineral, ci își trag numele și textura din structura lor de zahăr organizată microscopic, formată printr-un proces de cristalizare, ceea ce le face ușor de mușcat sau tăiat. Bomboanele amorfe au o structură cristalină dezorganizată. Bomboanele tari sunt bomboane necristaline, amorfe, care conțin aproximativ 98% (sau mai mult) zahăr solid.

## Uz medicinal

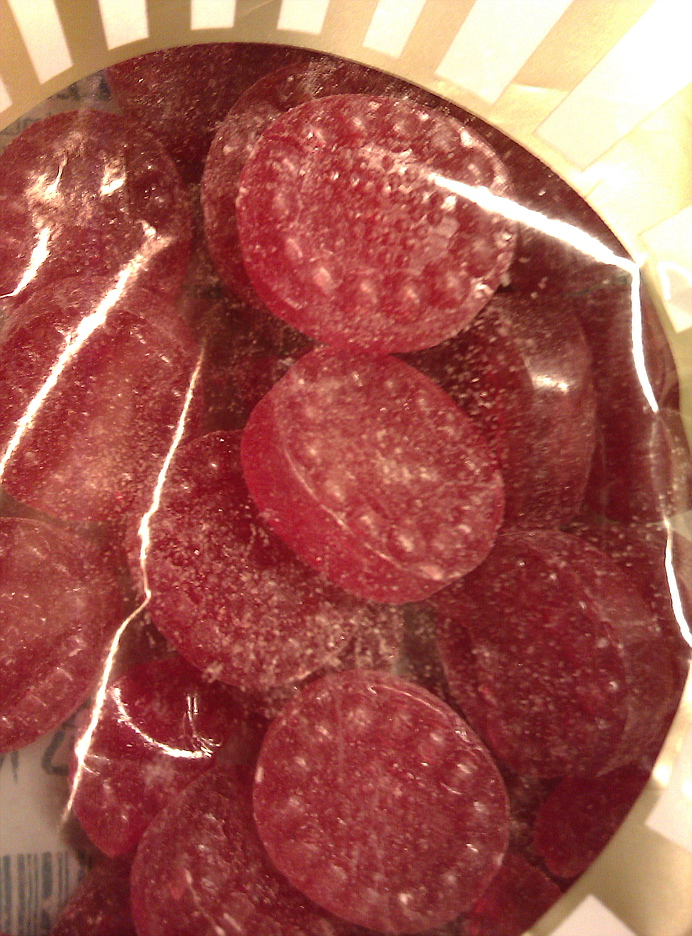
Kongen af Danmark sunt bomboane daneze inventate pentru a-l convinge pe Regele Danemarcei să ia medicamentul care i-a fost prescris, în ciuda faptului că nu-i plăcea aroma.

Bomboanele sunt greu asociate istoric cu picăturile pentru tuse. Eliberarea extinsă a aromei bomboanelor de tip lozenge, care îmbină proprietățile picăturilor de tuse moderne, a fost mult timp apreciată. Mulți farmaciști au folosit bomboane de zahăr pentru a face prescripțiile lor mai gustoase pentru clienții lor. Ele sunt, de asemenea, întrebuințate de persoanele cu hipoglicemie pentru a ridica rapid nivelul scăzut de zahăr din sânge, care, atunci când nu este tratat, poate duce uneori la leșin și alte complicații fizice, și sunt utilizate ca parte a gestionării diabetului.

## Fără zahăr
Bomboanele tari și bomboanele pentru gât preparate fără zahăr folosesc isomalt ca substitut de zahăr, și sunt îndulcite în continuare prin adăugarea unui îndulcitor artificial, cum ar fi aspartam, sucraloză, zaharină, sau un alcool de zahăr, cum ar fi xylitol.